# Koluvere
Koordinaten: 58° 54′ N, 24° 0′ O
Koluvere (deutsch Lode oder Lohde) ist ein Dorf in der Landgemeinde Lääne-Nigula (bis 2017: Landgemeinde Kullamaa) im westestnischen Kreis Lääne. Das Dorf hat 340 Einwohner (Stand 31. Dezember 2011).

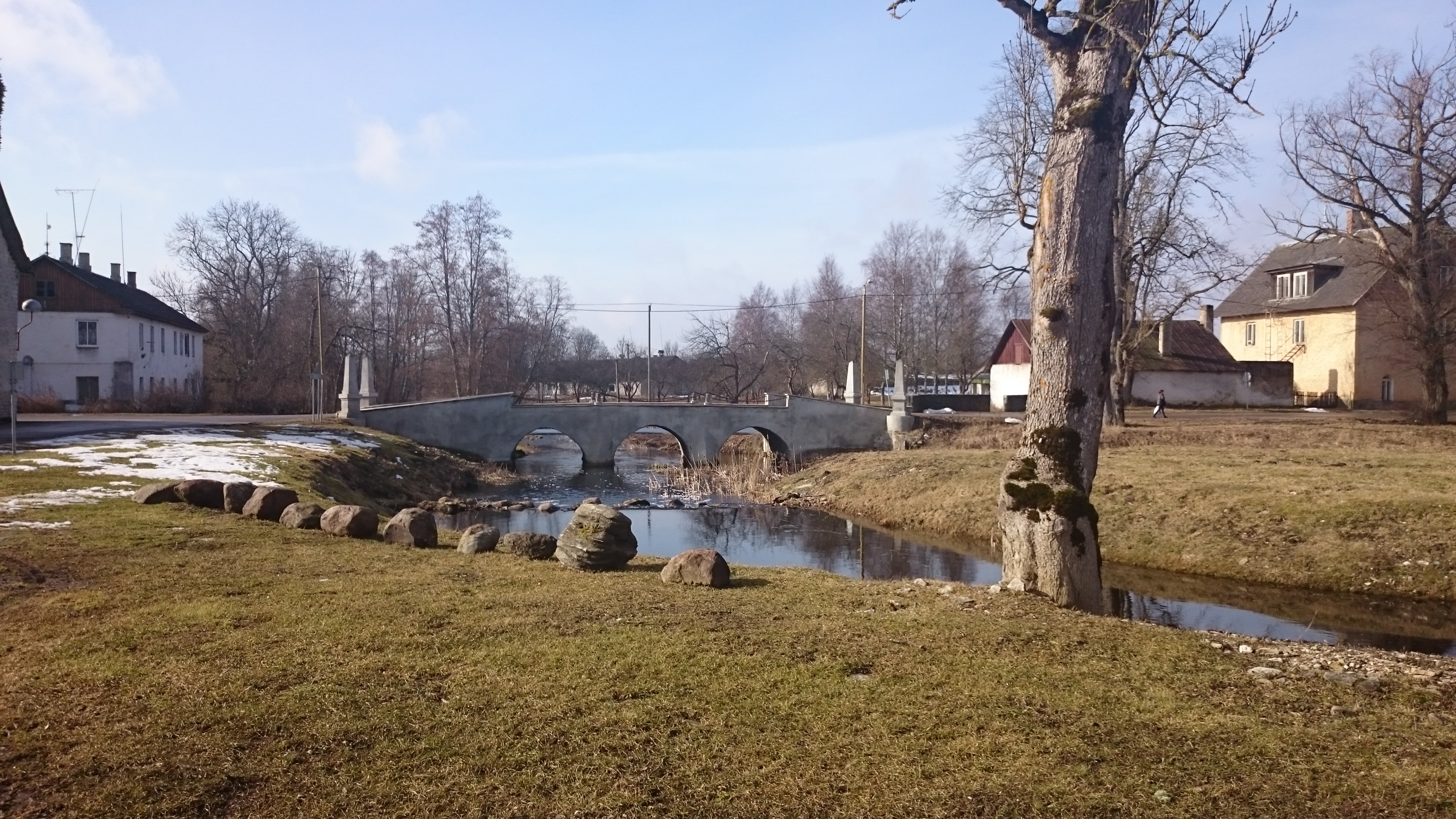

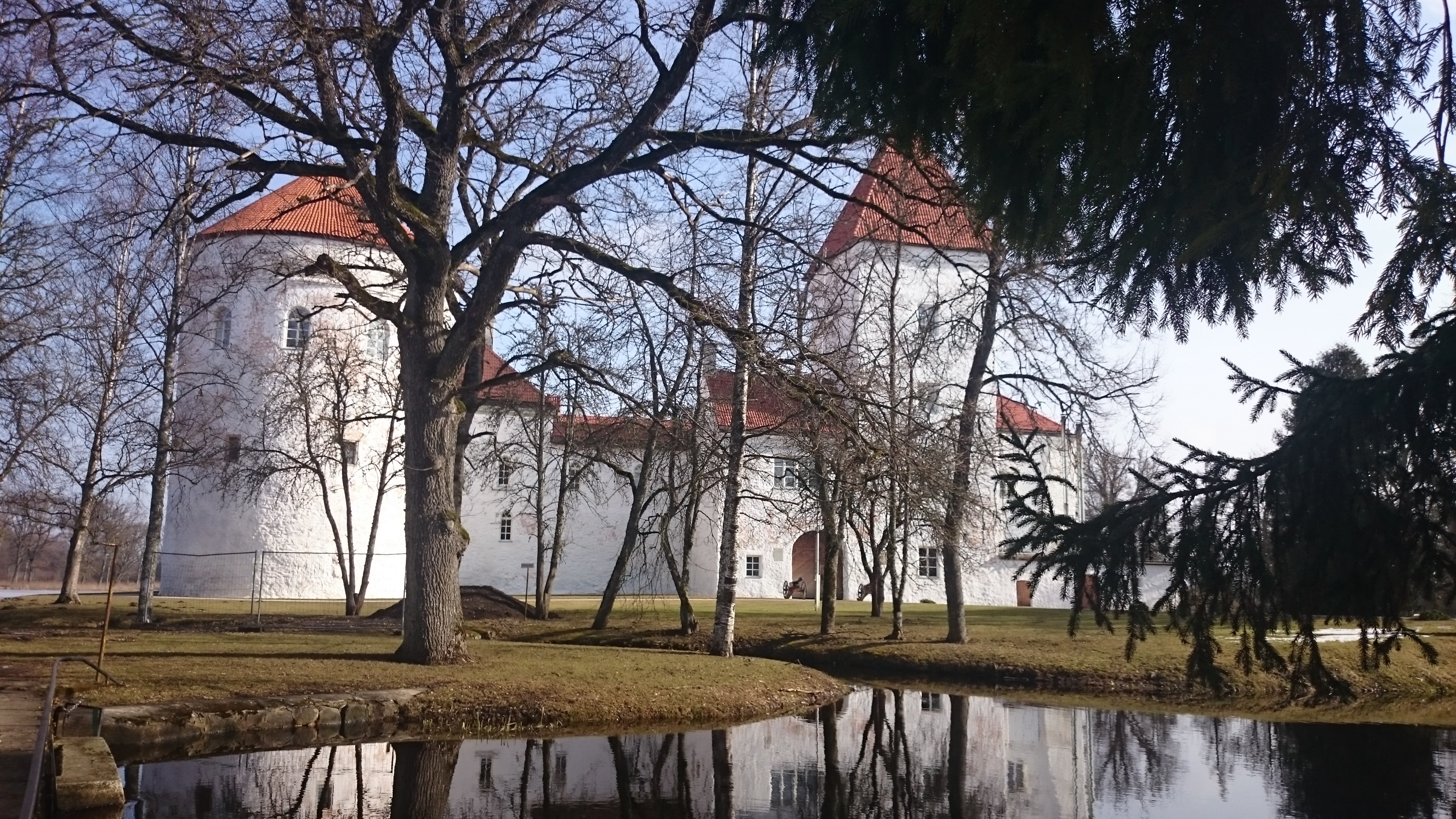

Die Siedlung Koluvere entstand wohl im 15. Jahrhundert um die alte Bischofsburg herum. Seit 1977 hat sie kommunalrechtlich des Status eines Dorfs (küla). Koluvere liegt an der Landstraße von Risti nach Virtsu am Mittellauf des Flusses Liivi.

## Bischofsburg Lohde
Zwischen 1234 und 1238 ließ die Familie des Stiftvogts Johannes de Lode eine später vollständig zerstörte Burg im Kirchspiel Kullamaa errichten. Während der Regierungszeit Bischofs Winrich von Kniprode von 1383 bis 1419 wurden Gebäude errichtet, die bis heute erhalten sind.
1787/88 verbrachte Prinzessin Auguste Karoline von Braunschweig-Wolfenbüttel (1764–1788) ihre Gefangenschaft in der Burg. Sie liegt heute in der Kirche von Kullamaa begraben.
Später kaufte Zarin Katharina das Anwesen zurück und schenkte es Orlows Tochter Nathalia Aleksandrowna Aleksejewa (1761–1808), die den deutschbaltischen Grafen Friedrich von Buxhoeveden (1750–1811) heiratete. Lohde blieb bis zur Estnischen Landreform 1919 im Eigentum der Familie von Buxhoeveden.  In dieser Zeit wurde ein großzügiger Park mit Fischteichen, Brücken und Obelisken um das Schloss angelegt. Ab 1924 war in der Burg ein Kinderheim untergebracht, ab 1963 ein Heim für geistig Behinderte. Ab 2001 stand das Schloss leer und befindet sich seit 2006 in Privatbesitz.

## Persönlichkeiten
- Friedrich von Löwen (1654–1744), russischer Generalmajor, Gouverneur von Estland